# Ejército de Extremadura
El Ejército de Extremadura fue una unidad el Ejército Popular de la República que operó durante la Guerra Civil Española. Bajo su jurisdicción se hallaban las fuerzas republicanas desplegadas en el Frente de Extremadura. Situado en un frente secundario, no jugó un papel importante durante la contienda, si bien participó en la Ofensiva de Valsequillo en 1939.

## Historial
El Ejército de Extremadura fue creado en el otoño de 1937 como una nueva formación desgajada del desaparecido Ejército del Sur republicano. Inicialmente se designó al teniente coronel Joaquín Pérez Salas como comandante en jefe del nuevo Ejército, si bien pronto sería sustituido por el coronel Ricardo Burillo. Su cuartel general se encontraba en Almadén. En el verano de 1938 las operaciones relacionadas con el Cierre de la Bolsa de Mérida, emprendido por el Ejército del Sur franquista, supusieron una grave derrota para el Ejército de Extremadura y se saldaron con importantes pérdidas humanas, materiales, etc. El coronel Burillo fue sustituido por el coronel Adolfo Prada Vaquero, que logró reorganizar al deshecho Ejército de Extremadura y frenar la ofensiva franquista. El general Antonio Escobar Huerta asumiría el mando a finales de 1938. En enero de 1939 el ejército lanzó una importante ofensiva en el frente de Córdoba-Extremadura, que en los primeros días obtuvo un cierto éxito. Sin embargo, la ofensiva terminaría fracasando tras varias semanas de combates. El Ejército de Extremadura fue disuelto al final de la contienda, en marzo de 1939.
Debemos mencionar que el precedente histórico del Ejército de Extremadura se remonta al siglo XVII (en 1641) en el contexto de la guerra de Separación de Portugal.

## Mandos
Comandantes
- Teniente coronel Joaquín Pérez Salas;
- Coronel Ricardo Burillo;
- Coronel Adolfo Prada Vaquero;
- General de brigada Antonio Escobar Huerta;

Jefes de Estado Mayor
- Teniente coronel Joaquín Alonso García;
- Teniente coronel Javier Linares Aranzabe;[9]
- Coronel Eduardo Sáenz de Aranaz;[1]
- Coronel Ramón Ruiz-Fornells;

Comisario
- Nicolás Jiménez Molina, del PSOE;[10][11]

Comandante general de Artillería
- Coronel de artillería José Valcázar Crespo;

Comandante general de Ingenieros
- Teniente coronel de ingenieros Pedro Fraile Sánchez;